# Viimsi staadion
Das Viimsi staadion ist ein Fußball- und  Rugbystadion in Haabneeme in der estnischen Landgemeinde Viimsi nahe der estnischen Hauptstadt Tallinn.
Es war das Heimatstadion des ehemaligen estnischen Fußballvereins FC Lantana, der in der höchsten estnischen Liga (Meistriliiga) spielte. Seit 2007 nutzt der Rugbyklub Tallinna Kalev RFC das Spielfeld und es ist das Heimatstadion der estnischen Rugby-Union-Nationalmannschaft.